# Козлов Володимир Володимирович (футболіст)
Володимир Володимирович Козлов (рос. Владимир Владимирович Козлов, нар. 4 березня 1946, Москва) — радянський футболіст, що грав на позиції нападника, зокрема, за московське «Динамо» і національну збірну СРСР.

## Клубна кар'єра
Вихованець юнацьких команд клубу ЦБЧА (Москва). У дорослому футболі дебютував 1966 року у складі московського «Локомотива».
Наступного року перейшов до московського «Динамо», за яке відіграв 10 років. Вважався одним з найталановитіших гравців команди, утім не зміг сповна реалізувати свій потенціал через постійні травми. Завершив професійну кар'єру футболіста виступами за «Динамо» у 1976 році.
Залишився у клубній структурі московського «Динамо», в якій протягом наступних трьох десятків років займався підготовкою юнаків, виховавши низку відомих у майбутньому футболістів.

## Виступи за збірну
1968 року дебютував в офіційних матчах у складі національної збірної СРСР. Свій другий і останній матч за збірну провів 1973 року.